# Donja Dobrinja
Donja Dobrinja (Servisch cyrillisch Доња Добриња) is een plaats in de Servische gemeente Požega. De plaats telt 524 inwoners (2002).